# Calion
La ville de Calion est située dans le comté d’Union, dans l’État de l’Arkansas, aux États-Unis. Sa population s’élevait à 494 habitants lors du recensement de 2010, estimée à 459 habitants en 2017.

## Démographie
| 1930 | 1940 | 1950 | 1960 | 1970 | 1980 |
| ---- | ---- | ---- | ---- | ---- | ---- |
| 924  | 712  | 536  | 544  | 535  | 638  |

| 1990 | 2000 | 2010 | - | - | - |
| ---- | ---- | ---- | - | - | - |
| 558  | 516  | 494  | - | - | - |

## Source
- (en) Cet article est partiellement ou en totalité issu de l’article de Wikipédia en anglais intitulé « Calion, Arkansas » (voir la liste des auteurs).

1. ↑  « Statistiques des États-Unis - Arizona - Profils des comtés de 2010 » (consulté en novembre 2020)